# Basile Gras
Basile Gras (ur. 1836 w Saint-Amans-de-Pellagal, zm. 1901 w Chablis) – francuski konstruktor broni i amunicji, generał artylerii. 

## Życiorys
Opracował pierwszy francuski karabin przystosowany do 11 mm naboju z łuską mosiężną (tłoczoną z jednego krążka), który przyjęty został do uzbrojenia jako Gras Mle 1874. Karabin ten w 1878 roku został przekonstruowany przez Alfreda von Kropatscheka, w wyniku czego powstał karabin powtarzalny Kropatscheck Mle 1874/84, używany do armii francuskiej do I wojny światowej. Do naboju z łuską mosiężną Gras dostosował 11 mm karabin iglicowy Chassepot Mle 1866, który otrzymał oznaczenie Chassepot Mle 1866/1867.